# Andy Beshear
Andy Beshear (hay Andrew Graham Beshear, sinh ngày 29 tháng 11 năm 1977) là một luật gia, chính trị gia người Mỹ. Ông hiện là Thống đốc thứ 63 của tiểu bang thịnh vượng chung Kentucky từ năm 2019; nguyên Tổng Chưởng lý Kentucky từ 2015 đến 2019. Là Đảng viên Đảng Dân chủ, Tiến sĩ Luật, chính trị gia tự do, ông được cho là chính khách ôn hòa phái cánh tả dân túy. Ngoài các chính sách ủng hộ tự do xã hội của phe Dân chủ, ông còn nỗ lực hướng đến thỏa thuận, tìm kiếm sự đồng nhất về quan điểm và hành động của lưỡng Đảng ở Kentucky cùng các tiểu bang khác.
Andy Beshear ông là con trai của Thống đốc Kentucky thứ 61 Steve Beshear và Đệ nhất phu nhân Kentucky Jane Klingner Beshear. Cả hai bố con đều từng thắng cử trở thành Tổng Chưởng lý và Thống đốc Kentucky. Với tư cách là Tổng Chưởng lý, Andy Beshear đã kiện Thống đốc Matt Bevin nhiều lần về các vấn đề như ngân sách giáo dục, chăm sóc sức khỏe và lương hưu, trước khi đối đầu và giành chiến thắng trong cuộc bầu cử Thống đốc Kentucky năm 2019.

## Xuất thân và giáo dục
Andy Beshear sinh ra ở thành phố Louisville, Kentucky, Hoa Kỳ, tên khai sinh Andrew Graham Beshear, là con trai của Steve Beshear và Jane (Klingner) Beshear. Ông lớn lên ở các quận Fayette, Franklin, Clark và tốt nghiệp trường Trung học Henry Clay ở Lexington, Kentucky. Bố của ông, Steve Beshear là Thống đốc tiểu bang thịnh vượng chung Kentucky từ năm 2007 – 2015, Tổng Chưởng lý giai đoạn 1979 – 1983 và Phó Thống đốc từ 1983 – 1987. Ông theo học tại Đại học Vanderbilt, là thành viên của hội huynh đệ Sigma Chi và tốt nghiệp xuất sắc đại học, nhận bằng Cử nhân Khoa học chính trị và Nhân chủng học. Sau đó, ông theo học Trường Luật của Đại học Virginia, trở thành Tiến sĩ Luật (JD). Từ năm 2005, ông làm việc tại công ty luật Stites & Harbison, đại diện cho các nhà hoạt động của Bluegrass Pipeline, công ty vận chuyển khí tự nhiên qua tiểu bang.

## Sự nghiệp chính trị

### Tổng Chưởng lý Kentucky
Vào tháng 11 năm 2013, Andy Beshear đã tuyên bố ứng cử vào cuộc bầu cử Tổng Chưởng lý Kentucky năm 2015 để kế nhiệm Tổng Chưởng lý thứ 49 là Đảng viên Đảng Dân chủ Jack Conway, người không thể tái tranh cử do hết hạn hai nhiệm kỳ. Ở cuộc bầu cử này, ông đã đánh bại ứng viên Đảng Cộng hòa Whitney Westerfield với tỷ số 51,1–49,9%, chỉ chênh lệch 0,2% tương đương với gần 2.000 phiếu bầu.
Vào tháng 4 năm 2016, Andy Beshear đã kiện Thống đốc Matt Bevin về việc cắt giảm ngân sách giữa chu kỳ của ông đối với hệ thống đại học tiểu bang. Tòa án Tối cao Kentucky đã đưa ra phán quyết 5–2 đồng ý với Andy Beshear rằng Matt Bevin không có thẩm quyền cắt giảm ngân sách giữa chu kỳ mà không có sự chấp thuận của Hội đồng Lập pháp Kentucky. Vào tháng 4 năm 2018, một lần nữa ông đệ đơn kiện và kiện thành công Matt Bevin; vụ việc lần này là về Dự luật 151 của Thượng viện Kentucky đã được Thống đốc ký, một kế hoạch gây tranh cãi nhằm cải cách lương hưu cho giáo viên, với việc Tòa án Tối cao phán quyết dự luật là vi hiến.
Tháng 12 năm 2018, Andy Beshear đã cùng với 15 Tổng Chưởng lý khác nhất trí phản đối phán quyết của một Thẩm phán Texas về việc cho rằng Đạo luật Bảo vệ Bệnh nhân và Chăm sóc Sức khỏe Hợp túi tiền là vi hiến. Ông phát biểu rằng: đối với rất nhiều gia đình, đạo luật này là một vấn đề sinh tử. Đây là hoạt động về sức khỏe con người và tự do xã hội của phe Dân chủ. Andy Beshear chỉ phục vụ một nhiệm kỳ với tư cách là Tổng Chưởng lý, không tranh cử vị trí này cho nhiệm kỳ tiếp theo mà tập trung cho chức vị Thống đốc, lãnh đạo cao nhất của tiểu bang. Ngày 10 tháng 12 năm 2019, ông từ chức Tổng Chưởng lý để tuyên thệ nhậm chức Thống đốc thứ 63 của Kentucky; vị trí Tổng Chưởng lý được thay thế bởi Daniel Cameron vào ngày 17 tháng 12 năm 2019.

### Thống đốc Kentucky

#### Tranh cử
Vào ngày 9 tháng 7 năm 2018, Andy Beshear tuyên bố ứng cử tại Đảng Dân chủ để tham gia tổng tuyển cử Thống đốc Kentucky trong cuộc bầu cử năm 2019. Người đồng hành cùng ông là Jacqueline Coleman, một chủ tịch tổ chức phi lợi nhuận, hiệu phó và cựu ứng cử viên Hạ viện Kentucky. Khi tuyên bố ứng cử, ông nhấn mạnh rằng chính sách của mình sẽ ưu tiên giáo dục công lập. Vào tháng 5 năm 2019, ông giành được đề cử của Đảng Dân chủ với 38% phiếu bầu trong một cuộc tranh cử bốn ứng viên. Sau đó chiến dịch của ông tập trung vào các vấn đề địa phương cụ thể ở Kentucky, như mở rộng Medicaid, tài trợ giáo dục và lương hưu. Cuộc tổng tuyển cử diễn ra ngày 5 tháng 11 năm 2019, với tỷ lệ là 49,2–48,83%, Andy Beshear đã giành chiến thắng trước Thống đốc đương nhiệm Matt Bevin với chênh lệch chỉ 0,37% tương ứng với gần 5.000 phiếu. Nhiều ngày sau, Matt Bevin vẫn không thừa nhận cuộc đua, tuyên bố bỏ phiếu quy mô lớn là bất thường nhưng không đưa ra được bằng chứng. Andy Beshear được tuyên bố giành chiến thắng.

#### Nhiệm kỳ

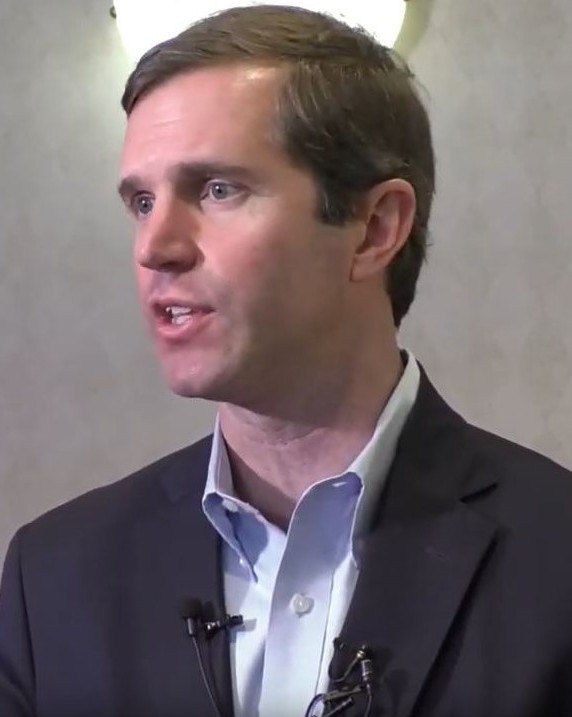
Andy Beshear tại Pikeville năm 2020.

Andy Beshear chính thức nhậm chức Thống đốc Kentucky vào ngày 10 tháng 12 năm 2019. Trong bài phát biểu nhậm chức tại buổi lễ cuối ngày hôm đó, ông đã kêu gọi các Đảng viên Cộng hòa, những người chiếm đa số trong cả hai viện của Hội đồng Lập pháp Kentucky, về việc thỏa thuận đi đến những quan điểm chung, tiến hành giải quyết các vấn đề của Kentucky theo cách thức của lưỡng Đảng. Vào ngày đầu tiên nhậm chức, ông đã sa thải tất cả mười một thành viên của Hội đồng Giáo dục bang Kentucky, tất cả đều do người tiền nhiệm Matt Bevin bổ nhiệm, hứa hẹn một khởi đầu mới. Vào ngày 12 tháng 12 năm 2019, ông đã ký một lệnh khôi phục quyền bỏ phiếu cho tất cả những người trưởng thành ở Kentucky, những người đã bị kết án vì các trọng tội bất bạo động đã thụ án, ảnh hưởng đến hơn 156.000 cá nhân đủ điều kiện.
Đầu năm 2020, trong thời kỳ đầu của nhiệm kỳ, Andy Beshear đã gặp phải Đại dịch COVID-19 ảnh hưởng toàn cầu, ông có nhiệm vụ chỉ huy tiểu bang Kentucky chống lại dịch bệnh. Từ tháng 3 năm 2020, ông bắt đầu giám sát phản ứng của tiểu bang đối với Đại dịch COVID-19. Lúc này, đã có cuộc tranh luận chính trị gây tranh cãi về quyết định của ông cử quân nhân tiểu bang ghi lại biển số xe hoặc số VIN của những người vi phạm lệnh ở nhà của tiểu bang để đích thân tham dự các buổi Lễ Phục sinh tại nhà thờ vào tháng 4. Vào tháng 6 năm 2020, ông tuyên bố quyết tâm hướng tới việc chăm sóc sức khỏe toàn dân cho tất cả cư dân người Mỹ gốc Phi ở Kentucky trong nỗ lực giải quyết sự bất bình đẳng về chăm sóc sức khỏe đã được đưa ra ở giai đoạn Đại dịch COVID-19. Vào ngày 18 tháng 11 năm 2020, Andy Beshear ra lệnh cho các trường công lập và tư thục của Kentucky ngừng học trực tiếp vì số trường hợp COVID-19 của tiểu bang tiếp tục tăng lên, lần đầu tiên ông ra lệnh về vấn đề này thay vì khuyến nghị. Học viện Danville Christian, với sự tham gia của Tổng Chưởng lý Daniel Cameron, đã đệ đơn kiện lên Tòa án quận phía Đông của Kentucky chống lại lệnh của Andy Beshear, cho rằng lệnh cấm của ông đã vi phạm Tu chính án I khi cấm các tổ chức tôn giáo giáo dục trẻ em theo đức tin của họ.
Ông đã có một cách tiếp cận mạnh mẽ từ trên xuống đối với cuộc khủng hoảng COVID-19, và ban đầu được ủng hộ rộng rãi bất chấp sự phản đối của Tổng Chưởng lý Kentucky Daniel Cameron và một số nhà lập pháp Đảng Cộng hòa. Ông đã thực hiện một số bước để ngăn chặn sự lây lan của Coronavirus, bao gồm cấm đi lại giữa các tiểu bang đối với người dân Kentucky, cấm tất cả các cuộc tụ tập đông người và khuyến khích các chủ doanh nghiệp từ chối phục vụ bất kỳ ai không đeo khẩu trang vào doanh nghiệp. Vào tháng 11 năm 2020, Tòa án Tối cao Kentucky đã duy trì tính hợp hiến của các lệnh điều hành khẩn cấp về Coronavirus của ông. Vào cuối tháng 11 năm 2020, ông đã áp đặt các hạn chế mới để làm chậm hơn nữa sự lây lan của COVID-19, bao gồm đóng cửa tất cả các dịch vụ trong nhà đối với các nhà hàng và quán bar, hạn chế việc học trực tiếp ở trường, hạn chế phòng tập thể dục và hạn chế tụ tập xã hội.

## Quan điểm chính trị
Andy Beshear được xem là một Đảng viên ôn hòa của Đảng Dân chủ. Quan điểm về xã hội và tài chính của ông đều được coi là thiên cánh tả dân túy. Tuy nhiên, ông cũng bày tỏ mong muốn đạt được sự thống nhất của phe Cộng hòa. Nhiều thành viên Nội các Kentucky được bổ nhiệm của ông là Đảng viên Cộng hòa.

### Về xã hội
Về hình sự: khi là Tổng Chưởng lý Kentucky, Andy Beshear đã đấu tranh với các công ty chịu trách nhiệm về cuộc khủng hoảng opioid ở Kentucky và nhận được 9,5 triệu USD tiền giải quyết cho 16 trung tâm điều trị trên toàn tiểu bang. Ông đã ký một lệnh hành pháp với tư cách là Thống đốc để khôi phục hoàn toàn quyền biểu quyết của những người bị kết án trọng tội bất bạo động.
Về sức khỏe: ông hỗ trợ Medicaid của Kentucky, cung cấp dịch vụ chăm sóc sức khỏe hợp lý cho hơn 500.000 người, bao gồm tất cả những người có bệnh từ trước. Ông đã chỉ trích Matt Bevin vì đã cố gắng lùi lại việc mở rộng Medicaid của bang. Với tư cách là Tổng Chưởng lý và Thống đốc, ông nhiều lần bày tỏ sự ủng hộ đối với Obamacare và đã chỉ trích những hành động bãi bỏ luật này tại các tòa án. Vào ngày 5 tháng 10 năm 2020, ông thông báo khởi chạy lại và mở rộng kynect, tên gọi của thị trường bảo hiểm y tế Kentucky được bắt đầu vào năm 2013 trong nhiệm kỳ Thống đốc Steve Beshear và được Matt Bevin phá bỏ vào năm 2017. Về môi trường: ông chấp nhận rằng sự nóng lên toàn cầu và biến đổi khí hậu là có thật và do con người gây ra. Đồng thời muốn tạo ra nhiều việc làm về năng lượng sạch hơn để tuyển dụng những người đã nghỉ việc làm than, mở rộng công nghệ than sạch ở Kentucky. Về LGBT: ông ủng hộ hôn nhân đồng giới hợp pháp và là Thống đốc đương nhiệm đầu tiên của Kentucky tham dự cuộc biểu tình vì quyền của LGBTQ. Về việc phá thai, ông cho rằng phụ nữ có thể tự đưa ra quyết định chăm sóc sức khỏe sinh sản của mình, bao gồm cả việc phá thai. Với tư cách là Thống đốc, ông đã phủ quyết một dự luật, được mô tả rộng rãi là chống phá thai.

### Về kinh tế
Andy Beshear hỗ trợ dự án thay thế cầu Brent Spence nối các Xa lộ liên bang 71 và 75 qua sông Ohio giữa Covington (KY), và Cincinnati (OH). Dự án đã bị trì hoãn từ lâu và cây cầu được coi là kết nối giao thông quan trọng nhất ở bang Kentucky. Ông đã bày tỏ sẵn sàng làm việc với Thống đốc Ohio Mike DeWine, một Đảng viên Đảng Cộng hòa để bắt đầu dự án. Ông hy vọng sẽ tài trợ cho cây cầu thông qua các phương tiện thông thường và không thu phí. Ông cũng đã bày tỏ sự ủng hộ đối với việc xây dựng cầu Liên tiểu bang 69 Ohio giữa Henderson, Kentucky và Evansville, Indiana; ưu tiên thực hiện trong nhiệm kỳ đầu tiên của mình, tin rằng nó sẽ mang lại lợi ích kinh tế cho miền Tây Kentucky. Về tiền lương: Andy Beshear hỗ trợ mở rộng trò chơi và cờ bạc ở Kentucky để giúp tài trợ cho hệ thống lương hưu của bang, vốn đã tích lũy khoản nợ 24 tỷ USD từ năm 2000, nhiều nhất so với bất kỳ bang nào trong nước. Ông phản đối việc cắt giảm lương hưu của Matt Bevin và muốn đảm bảo lương hưu cho tất cả người lao động khi họ nghỉ hưu. Về việc làm: Ông muốn mang lại những công việc sản xuất tiên tiến hơn cho Kentucky để bù đắp cho vấn đề mất việc làm do sự sụt giảm của than; mong muốn tăng số lượng công việc về chăm sóc sức khỏe trong bang; phản đối luật về quyền làm việc do Matt Bevin ký; hỗ trợ tăng lương lớn cho tất cả giáo viên ở Kentucky. 

## Lịch sử tranh cử
Andy Beshear đã tham gia hai cuộc tranh cử cho vị trí Tổng Chưởng lý Kentucky năm 2014 và Thống đốc Kentucky năm 2018. Ông đều giành thắng lợi với tỷ lệ sít sao trong cả hai cuộc bầu cử trước đối thủ Đảng Cộng hòa.

## Đời tư
Andy Beshear kết hôn với Britainy Beshear vào năm 2006. Hai vợ chồng đều là thành viên của Nhà thờ Thiên chúa giáo và đều là phó tế. Họ có hai con là con trai Will Beshear và con gái Lila Beshear. Vào ngày 21 tháng 4 năm 2020, một luật sư từ Louisville, Kentucky tên là James Gregory Troutman đã bị Cảnh sát bang Kentucky bắt giữ và bị buộc tội đe dọa khủng bố cấp độ III vì bị cáo buộc viết các bài đăng trên mạng xã hội được coi là đe dọa tính mạng của Andy Beshear, với một trong số các bài đăng ám chỉ đến vụ ám sát William Goebel năm 1900.